# Mario Yepes
Mario Alberto Yepes Díaz (Cali, 13 gennaio 1976) è un allenatore di calcio ed ex calciatore colombiano, di ruolo difensore, direttore sportivo della nazionale colombiana.

## Caratteristiche tecniche
Di ruolo difensore centrale, ha iniziato la sua carriera come attaccante. Era dotato di forte personalità (che gli ha consentito di essere un leader in carriera), e grinta. Forte fisicamente, era pericoloso nel gioco aereo, oltre a sapere impostare dalla difesa e arginare la manovra degli avversari. Era istintivo nei movimenti difensivi.

## Carriera

### Club

#### Sudamerica
Yepes ha iniziato la sua carriera calcistica nel 1994 con la maglia della squadra della massima divisione colombiana nel ruolo di attaccante. È stato l'allenatore del Cortuluá, Reinaldo Rueda, a utilizzarlo prima come terzino e poi come difensore centrale, posizione che ha ricoperto fino a fine carriera. Ha esordito tra i professionisti il 27 marzo 1994 contro l'Atlético Junior. Tra il 1994 e il 1998 Yepes ha disputato 76 partite e segnato 7 reti, la prima delle quali il 12 novembre 1995 contro l'Atlético Junior.
Nel febbraio 1997 è stato acquistato dal Deportivo Cali, una della principali squadre colombiane. Con questa società ha vinto il campionato colombiano nel 1998 e ha raggiunto la finale di Coppa Libertadores 1999, persa ai rigori contro il Palmeiras.
Il giugno 1999 è stato acquisito dalla squadra argentina del River Plate. Yepes ha vestito la maglia dei Millonarios per tre stagioni, vincendo due campionati (Apertura 1999 e Clausura 2000).

#### Francia
Nel gennaio 2002 ha lasciato la compagine di Buenos Aires per andare a giocare in Europa, fimando per il Nantes. Con la squadra francese ha esordito nelle competizioni UEFA per club il 20 febbraio 2002 in UEFA Champions League contro il Manchester United 1-1; nella stessa partita è stato espulso per somma di ammonizioni al 90' e il suo secondo fallo ha causato il rigore del pari degli inglesi, trasformato da Ruud van Nistelrooy. Nei suoi primi due anni e mezzo in Francia il giocatore ha totalizzato 90 presenze e 7 gol.
Dal 2004 al 2008 ha giocato nel Paris Saint-Germain, vincendo la Coppa di Francia nel 2006 e la Coppa di Lega francese nel 2008. Della squadra parigina Yepes è stato anche capitano.

#### Chievo
Nel mese di agosto 2008 ha firmato un contratto annuale con il Chievo, poi rinnovato per un'ulteriore stagione. Con i clivensi ha esordito in Serie A il 21 settembre 2008 al Ferraris contro la Sampdoria (1-1) e ha segnato la prima rete in Serie A il 1º novembre 2009 in Chievo-Udinese, realizzando di testa il gol del definitivo 1-1.
In totale con la squadra veronese ha totalizzato 64 presenze, egualmente ripartite nelle due stagioni trascorse in maglia gialloblu, e dimostrandosi un perno della difesa della squadra contribuendo a 2 salvezze.

#### Milan

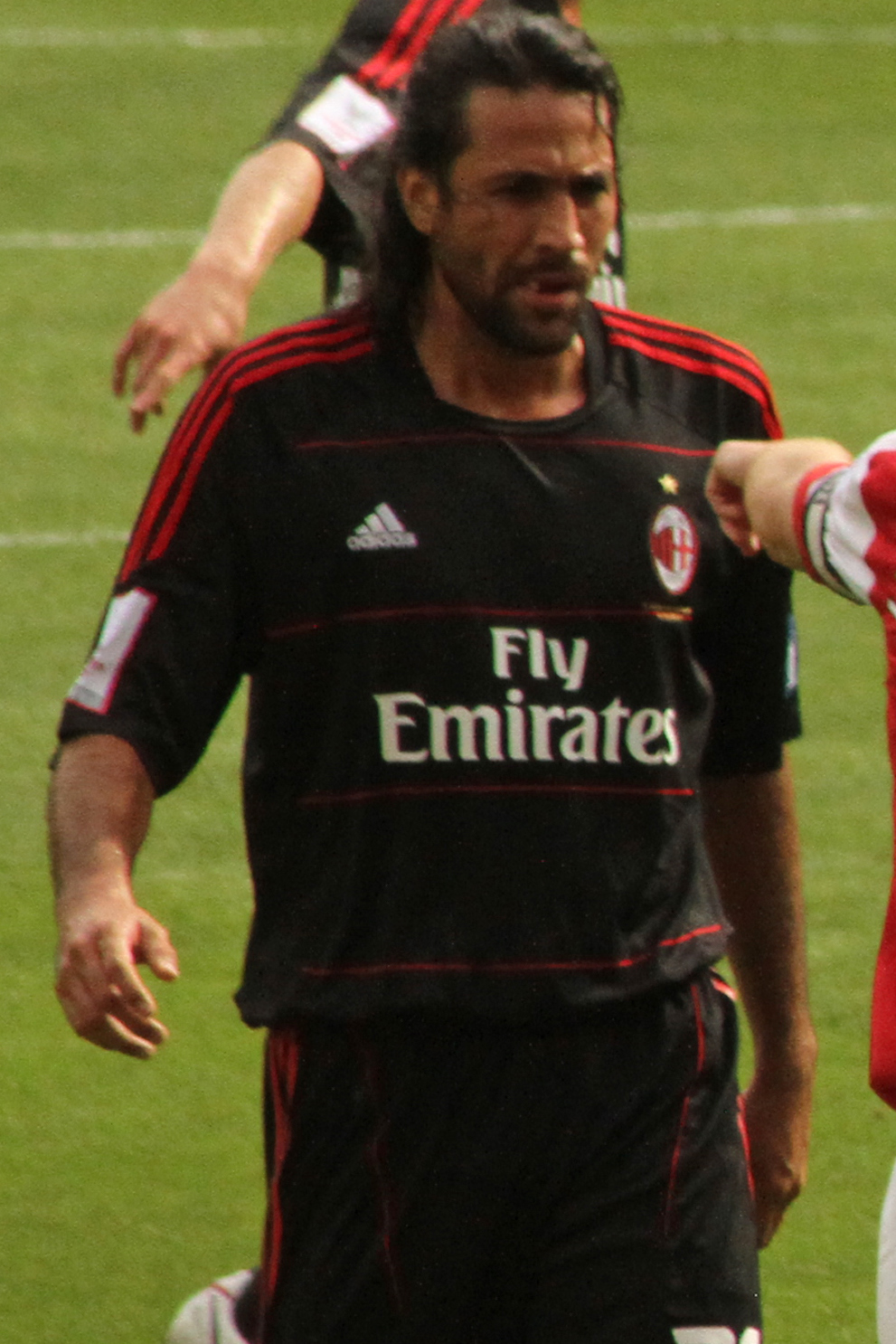
Yepes con la maglia del Milan

Nel marzo 2010 Yepes ha firmato un contratto con il Milan a partire dalla stagione 2010-2011. Ha esordito in maglia rossonera il 7 novembre 2010, a 34 anni, in Bari-Milan (2-3), partita valida per la 10ª giornata della Serie A 2010-2011. Il 7 maggio 2011 ha vinto il suo primo scudetto con i rossoneri a due giornate dal termine del campionato grazie allo 0-0 contro la Roma.
Il 6 agosto 2011 ha vinto la Supercoppa italiana con il Milan battendo l'Inter a Pechino per 2-1, gara nella quale tuttavia Yepes, presente in panchina, non è sceso in campo. Il 23 ottobre 2011 ha segnato il suo primo gol in maglia rossonera, rete che ha consentito al Milan di vincere in rimonta per 4-3 la gara esterna di campionato contro il Lecce. L'11 dicembre 2011, nella gara valida per la quindicesima giornata di Serie A contro il Bologna, ha riportato un trauma distorsivo alla caviglia destra con lesione del legamento mediale, infortunio che lo ha costretto a circa 2 mesi e mezzo di stop.
L'11 maggio 2012 il Milan ha comunicato, attraverso il proprio sito ufficiale, di aver rinnovato il suo contratto fino al 30 giugno 2013. Il 9 dicembre 2012, in occasione della partita di campionato vinta per 4-2 in casa del Torino, Yepes ha indossato per la prima volta la fascia di capitano del Milan. Ha segnato la sua prima rete stagionale il 13 dicembre seguente, durante la partita casalinga di Coppa Italia vinta per 3-0 contro la Reggina.
Nel maggio del 2013 Yepes e il Milan hanno deciso, di comune accordo, di non proseguire insieme poiché il colombiano ha manifestato la sua volontà di giocare con continuità per non perdere il posto in Nazionale in vista dei Mondiali di Brasile 2014. Ha così lasciato il Milan dopo 46 partite e un totale di 2 gol.

#### Atalanta
Il 17 luglio 2013 è diventato ufficialmente un calciatore dell'Atalanta, con cui ha firmato un contratto annuale. Nell'amichevole del 24 luglio seguente, disputata a Clusone contro il Lumezzane, ha mostrato di aver scelto la maglia numero 33.
Il 18 agosto 2013 ha esordito in gare ufficiali con l'Atalanta, giocando dal primo minuto nella partita vinta per 3-0 contro il Bari nel terzo turno di Coppa Italia. Il successivo 25 agosto gioca da titolare in Cagliari-Atalanta (2-1), disputando così la sua prima partita in Serie A con la formazione bergamasca. Chiude la stagione con un totale di 26 presenze, 2 delle quali in Coppa Italia; a fine stagione rimane svincolato.

#### Ritorno in Sudamerica
Dopo essere stato nel mirino di alcuni club europei, Il 13 settembre 2014 firma un contratto annuale con il San Lorenzo. Nel 2015 non rinnova il contratto con il San Lorenzo e rimane quindi svincolato.
Il 20 gennaio 2016 annuncia il suo ritiro dal calcio giocato all'età di 40 anni compiuti.

### Nazionale

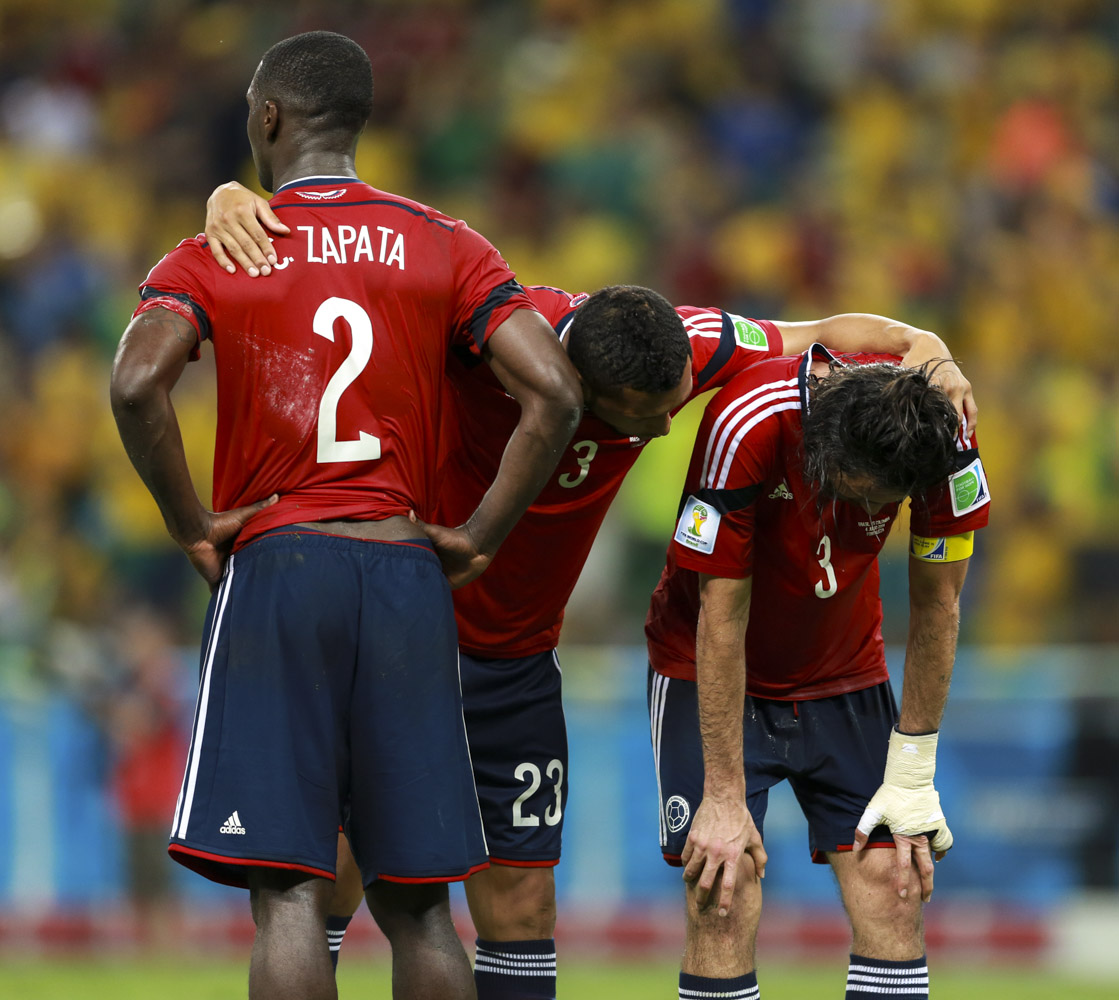
Yepes (destra) al termine del quarto di finale perso col Brasile ai Mondiali 2014

Yepes ha esordito con la maglia della Nazionale colombiana il 9 febbraio 1999 in amichevole contro la Germania.
Con la Colombia ha preso parte a tre edizioni della Coppa America (1999, 2001, 2007), vincendola nel 2001. Nel 2003, invece, è stato convocato per la Confederations Cup, durante la quale ha segnato il primo gol in Nazionale nella partita contro la Nuova Zelanda.
Era il capitano della Nazionale colombiana dall'ottobre 2008, quando ha indossato per la prima volta la fascia contro il Paraguay.
Ha giocato la sua prima partita in carriera in un Mondiale il 14 giugno 2014, in Colombia-Grecia (3-0); con la seconda giornata della fase a gironi (Colombia-Costa d'Avorio del 19 giugno 2014, terminata 2-1) ha raggiunto quota 100 presenze in Nazionale. Dopo essere rimasto in panchina nella terza giornata della fase a gironi ha giocato da titolare l'ottavo di finale vinto per 2-0 contro l'Uruguay e i quarti persi contro il Brasile per 2-1. Dopo avere disputato un ottimo mondiale, annuncia il suo ritiro dalla Nazionale.

## Statistiche

### Presenze e reti nei club
Statistiche aggiornate all'8 novembre 2015.
| Stagione                   | Squadra                    | Campionato                 | Campionato | Campionato | Coppe nazionali | Coppe nazionali | Coppe nazionali | Coppe continentali | Coppe continentali | Coppe continentali | Altre coppe | Altre coppe | Altre coppe | Totale | Totale |
| Stagione                   | Squadra                    | Comp                       | Pres       | Reti       | Comp            | Pres            | Reti            | Comp               | Pres               | Reti               | Comp        | Pres        | Reti        | Pres   | Reti   |
| -------------------------- | -------------------------- | -------------------------- | ---------- | ---------- | --------------- | --------------- | --------------- | ------------------ | ------------------ | ------------------ | ----------- | ----------- | ----------- | ------ | ------ |
| 1994                       | Cortuluá                   | CM                         | 4          | 0          | -               | -               | -               | -                  | -                  | -                  | -           | -           | -           | 4      | 0      |
| 1995                       | Cortuluá                   | CM                         | 15         | 0          | -               | -               | -               | -                  | -                  | -                  | -           | -           | -           | 15     | 0      |
| 1995-1996                  | Cortuluá                   | CM                         | 40         | 4          | -               | -               | -               | -                  | -                  | -                  | -           | -           | -           | 40     | 4      |
| 1996-feb. 1997             | Cortuluá                   | CM                         | 17         | 3          | -               | -               | -               | -                  | -                  | -                  | -           | -           | -           | 17     | 3      |
| Totale Cortuluá            | Totale Cortuluá            | Totale Cortuluá            | 76         | 7          |                 | -               | -               |                    | -                  | -                  |             | -           | -           | 76     | 7      |
| feb.-dic. 1997             | Deportivo Cali             | CM                         | 32         | 4          | -               | -               | -               | -                  | -                  | -                  | -           | -           | -           | 32     | 4      |
| 1998                       | Deportivo Cali             | CM                         | 48         | 6          | -               | -               | -               | -                  | -                  | -                  | -           | -           | -           | 48     | 6      |
| gen.-giu. 1999             | Deportivo Cali             | CM                         | 13         | 1          | -               | -               | -               | CL                 | 12                 | 0                  | -           | -           | -           | 25     | 1      |
| Totale Deportivo Cali      | Totale Deportivo Cali      | Totale Deportivo Cali      | 93         | 11         |                 | -               | -               |                    | 12                 | 0                  |             | -           | -           | 105    | 11     |
| 1999-2000                  | River Plate                | PD                         | 29         | 2          | -               | -               | -               | CL+CM              | ?+?                | 0                  | -           | -           | -           | 29+    | 2      |
| 2000-2001                  | River Plate                | PD                         | 33         | 2          | -               | -               | -               | CL+CM              | ?+?                | 1+2                | -           | -           | -           | 33+    | 5      |
| 2001-gen. 2002             | River Plate                | PD                         | 14         | 2          | -               | -               | -               | -                  | -                  | -                  | -           | -           | -           | 14     | 2      |
| Totale River Plate         | Totale River Plate         | Totale River Plate         | 76         | 6          |                 | -               | -               |                    | 25                 | 3                  |             | -           | -           | 101    | 9      |
| gen.-giu. 2002             | Nantes                     | D1                         | 11         | 0          | CdL             | 1               | 0               | UCL                | 2                  | 0                  | -           | -           | -           | 14     | 0      |
| 2002-2003                  | Nantes                     | L1                         | 33         | 2          | CF+CdL          | 0+3             | 1               | -                  | -                  | -                  | -           | -           | -           | 36     | 3      |
| 2003-2004                  | Nantes                     | L1                         | 29         | 0          | CF+CdL          | 4+5             | 2+1             | Int                | 2                  | 1                  | -           | -           | -           | 40     | 4      |
| Totale Nantes              | Totale Nantes              | Totale Nantes              | 73         | 2          |                 | 13              | 4               |                    | 4                  | 1                  |             | -           | -           | 90     | 7      |
| 2004-2005                  | Paris Saint-Germain        | L1                         | 32         | 3          | CF+CdL          | 2+0             | 1               | UCL                | 4                  | 0                  | SF          | 1           | 0           | 39     | 4      |
| 2005-2006                  | Paris Saint-Germain        | L1                         | 32         | 4          | CF+CdL          | 4+2             | 0               | -                  | -                  | -                  | -           | -           | -           | 38     | 4      |
| 2006-2007                  | Paris Saint-Germain        | L1                         | 24         | 1          | CF+CdL          | 3+1             | 0               | UCL                | 3                  | 0                  | SF          | 1           | 0           | 32     | 1      |
| 2007-2008                  | Paris Saint-Germain        | L1                         | 27         | 0          | CF+CdL          | 4+4             | 0+1             | -                  | -                  | -                  | -           | -           | -           | 35     | 1      |
| Totale Paris Saint-Germain | Totale Paris Saint-Germain | Totale Paris Saint-Germain | 115        | 8          |                 | 20              | 2               |                    | 7                  | 0                  |             | 2           | 0           | 144    | 10     |
| 2008-2009                  | Chievo                     | A                          | 32         | 0          | CI              | 0               | 0               | -                  | -                  | -                  | -           | -           | -           | 32     | 0      |
| 2009-2010                  | Chievo                     | A                          | 31         | 1          | CI              | 1               | 0               | -                  | -                  | -                  | -           | -           | -           | 32     | 1      |
| Totale Chievo              | Totale Chievo              | Totale Chievo              | 63         | 1          |                 | 1               | 0               |                    | -                  | -                  |             | -           | -           | 64     | 1      |
| 2010-2011                  | Milan                      | A                          | 13         | 0          | CI              | 2               | 0               | UCL                | 2                  | 0                  | -           | -           | -           | 17     | 0      |
| 2011-2012                  | Milan                      | A                          | 11         | 1          | CI              | 0               | 0               | UCL                | 0                  | 0                  | SI          | 0           | 0           | 11     | 1      |
| 2012-2013                  | Milan                      | A                          | 14         | 0          | CI              | 1               | 1               | UCL                | 3                  | 0                  | -           | -           | -           | 18     | 1      |
| Totale Milan               | Totale Milan               | Totale Milan               | 38         | 1          |                 | 3               | 1               |                    | 5                  | 0                  |             | 0           | 0           | 46     | 2      |
| 2013-2014                  | Atalanta                   | A                          | 24         | 0          | CI              | 2               | 0               | -                  | -                  | -                  | -           | -           | -           | 26     | 0      |
| ago.-dic. 2014             | San Lorenzo                | PD                         | 6          | 0          | CA              | 0               | 0               | CL                 | 0                  | 0                  | CMC         | 2           | 0           | 8      | 0      |
| 2015                       | San Lorenzo                | PD                         | 25         | 0          | CA              | 0               | 0               | CL                 | 4                  | 0                  | -           | -           | -           | 29     | 0      |
| Totale San Lorenzo         | Totale San Lorenzo         | Totale San Lorenzo         | 31         | 0          |                 | -               | -               |                    | 4                  | 0                  |             | 2           | 0           | 37     | 0      |
| Totale carriera            | Totale carriera            | Totale carriera            | 589        | 36         |                 | 39              | 7               |                    | 57                 | 4                  |             | 4           | 0           | 689    | 47     |

### Cronologia presenze e reti in nazionale
| Cronologia completa delle presenze e delle reti in nazionale ― Colombia | Cronologia completa delle presenze e delle reti in nazionale ― Colombia | Cronologia completa delle presenze e delle reti in nazionale ― Colombia | Cronologia completa delle presenze e delle reti in nazionale ― Colombia | Cronologia completa delle presenze e delle reti in nazionale ― Colombia | Cronologia completa delle presenze e delle reti in nazionale ― Colombia | Cronologia completa delle presenze e delle reti in nazionale ― Colombia | Cronologia completa delle presenze e delle reti in nazionale ― Colombia |
| Data                                                                    | Città                                                                   | In casa                                                                 | Risultato                                                               | Ospiti                                                                  | Competizione                                                            | Reti                                                                    | Note                                                                    |
| ----------------------------------------------------------------------- | ----------------------------------------------------------------------- | ----------------------------------------------------------------------- | ----------------------------------------------------------------------- | ----------------------------------------------------------------------- | ----------------------------------------------------------------------- | ----------------------------------------------------------------------- | ----------------------------------------------------------------------- |
| 9-2-1999                                                                | Miami                                                                   | Germania                                                                | 3 – 3                                                                   | Colombia                                                                | Amichevole                                                              | -                                                                       |                                                                         |
| 24-6-1999                                                               | Asunción                                                                | Paraguay                                                                | 2 – 1                                                                   | Colombia                                                                | Amichevole                                                              | -                                                                       |                                                                         |
| 7-7-1999                                                                | Luque                                                                   | Colombia                                                                | 2 – 1                                                                   | Ecuador                                                                 | Coppa America 1999 - 1º turno                                           | -                                                                       |                                                                         |
| 28-3-2000                                                               | Bogotà                                                                  | Colombia                                                                | 0 – 0                                                                   | Brasile                                                                 | Qual. Mondiali 2002                                                     | -                                                                       |                                                                         |
| 26-4-2000                                                               | La Paz                                                                  | Bolivia                                                                 | 1 – 1                                                                   | Colombia                                                                | Qual. Mondiali 2002                                                     | -                                                                       |                                                                         |
| 29-6-2000                                                               | Bogotà                                                                  | Colombia                                                                | 1 – 3                                                                   | Argentina                                                               | Qual. Mondiali 2002                                                     | -                                                                       |                                                                         |
| 19-7-2000                                                               | Lima                                                                    | Perù                                                                    | 0 – 1                                                                   | Colombia                                                                | Qual. Mondiali 2002                                                     | -                                                                       |                                                                         |
| 25-7-2000                                                               | Quito                                                                   | Ecuador                                                                 | 0 – 0                                                                   | Colombia                                                                | Qual. Mondiali 2002                                                     | -                                                                       |                                                                         |
| 15-8-2000                                                               | Bogotà                                                                  | Colombia                                                                | 1 – 0                                                                   | Uruguay                                                                 | Qual. Mondiali 2002                                                     | -                                                                       |                                                                         |
| 2-9-2000                                                                | Santiago del Cile                                                       | Cile                                                                    | 0 – 1                                                                   | Colombia                                                                | Qual. Mondiali 2002                                                     | -                                                                       |                                                                         |
| 7-10-2000                                                               | Bogotà                                                                  | Colombia                                                                | 0 – 2                                                                   | Paraguay                                                                | Qual. Mondiali 2002                                                     | -                                                                       |                                                                         |
| 15-11-2000                                                              | San Paolo                                                               | Brasile                                                                 | 1 – 0                                                                   | Colombia                                                                | Qual. Mondiali 2002                                                     | -                                                                       |                                                                         |
| 27-3-2001                                                               | Bogotà                                                                  | Colombia                                                                | 2 – 0                                                                   | Bolivia                                                                 | Qual. Mondiali 2002                                                     | -                                                                       |                                                                         |
| 3-6-2001                                                                | Buenos Aires                                                            | Argentina                                                               | 3 – 0                                                                   | Colombia                                                                | Qual. Mondiali 2002                                                     | -                                                                       |                                                                         |
| 11-7-2001                                                               | Barranquilla                                                            | Colombia                                                                | 2 – 0                                                                   | Venezuela                                                               | Coppa America 2001 - 1º turno                                           | -                                                                       |                                                                         |
| 14-7-2001                                                               | Barranquilla                                                            | Colombia                                                                | 1 – 0                                                                   | Ecuador                                                                 | Coppa America 2001 - 1º turno                                           | -                                                                       |                                                                         |
| 17-7-2001                                                               | Barranquilla                                                            | Colombia                                                                | 2 – 0                                                                   | Cile                                                                    | Coppa America 2001 - 1º turno                                           | -                                                                       |                                                                         |
| 23-7-2001                                                               | Armenia                                                                 | Colombia                                                                | 3 – 0                                                                   | Perù                                                                    | Coppa America 2001 - Quarti di finale                                   | -                                                                       |                                                                         |
| 26-7-2001                                                               | Manizales                                                               | Colombia                                                                | 2 – 0                                                                   | Honduras                                                                | Coppa America 2001 - Semifinale                                         | -                                                                       |                                                                         |
| 29-7-2001                                                               | Bogotà                                                                  | Messico                                                                 | 0 – 1                                                                   | Colombia                                                                | Coppa America 2001 - Finale                                             | -                                                                       | [ 52 ]                                                                  |
| 16-8-2001                                                               | Bogotà                                                                  | Colombia                                                                | 0 – 1                                                                   | Perù                                                                    | Qual. Mondiali 2002                                                     | -                                                                       |                                                                         |
| 5-9-2001                                                                | Bogotà                                                                  | Colombia                                                                | 0 – 0                                                                   | Ecuador                                                                 | Qual. Mondiali 2002                                                     | -                                                                       |                                                                         |
| 7-10-2001                                                               | Montevideo                                                              | Uruguay                                                                 | 1 – 1                                                                   | Colombia                                                                | Qual. Mondiali 2002                                                     | -                                                                       |                                                                         |
| 7-11-2001                                                               | Bogotà                                                                  | Colombia                                                                | 3 – 1                                                                   | Cile                                                                    | Qual. Mondiali 2002                                                     | -                                                                       |                                                                         |
| 14-11-2001                                                              | Asunción                                                                | Paraguay                                                                | 0 – 4                                                                   | Colombia                                                                | Qual. Mondiali 2002                                                     | -                                                                       |                                                                         |
| 12-2-2003                                                               | Phoenix                                                                 | Messico                                                                 | 0 – 0                                                                   | Colombia                                                                | Amichevole                                                              | -                                                                       |                                                                         |
| 29-3-2003                                                               | Pusan                                                                   | Corea del Sud                                                           | 0 – 0                                                                   | Colombia                                                                | Amichevole                                                              | -                                                                       |                                                                         |
| 8-6-2003                                                                | Madrid                                                                  | Colombia                                                                | 0 – 0                                                                   | Ecuador                                                                 | Amichevole                                                              | -                                                                       |                                                                         |
| 18-6-2003                                                               | Lione                                                                   | Francia                                                                 | 1 – 0                                                                   | Colombia                                                                | Conf. Cup 2003 - 1º turno                                               | -                                                                       |                                                                         |
| 20-6-2003                                                               | Lione                                                                   | Colombia                                                                | 3 – 1                                                                   | Nuova Zelanda                                                           | Conf. Cup 2003 - 1º turno                                               | 1                                                                       |                                                                         |
| 22-6-2003                                                               | Saint-Étienne                                                           | Giappone                                                                | 0 – 1                                                                   | Colombia                                                                | Conf. Cup 2003 - 1º turno                                               | -                                                                       |                                                                         |
| 26-6-2003                                                               | Lione                                                                   | Camerun                                                                 | 1 – 0                                                                   | Colombia                                                                | Conf. Cup 2003 - Semifinale                                             | -                                                                       |                                                                         |
| 28-6-2003                                                               | Saint-Étienne                                                           | Colombia                                                                | 1 – 2                                                                   | Turchia                                                                 | Conf. Cup 2003 - Finale 3º posto                                        | -                                                                       | [ 53 ]                                                                  |
| 7-9-2003                                                                | Barranquilla                                                            | Colombia                                                                | 1 – 2                                                                   | Brasile                                                                 | Qual. Mondiali 2006                                                     | -                                                                       |                                                                         |
| 10-9-2003                                                               | La Paz                                                                  | Bolivia                                                                 | 4 – 0                                                                   | Colombia                                                                | Qual. Mondiali 2006                                                     | -                                                                       |                                                                         |
| 15-11-2003                                                              | Barranquilla                                                            | Colombia                                                                | 0 – 1                                                                   | Venezuela                                                               | Qual. Mondiali 2006                                                     | -                                                                       |                                                                         |
| 19-11-2003                                                              | Barranquilla                                                            | Colombia                                                                | 1 – 1                                                                   | Argentina                                                               | Qual. Mondiali 2006                                                     | -                                                                       |                                                                         |
| 31-3-2004                                                               | Lima                                                                    | Perù                                                                    | 0 – 2                                                                   | Colombia                                                                | Qual. Mondiali 2006                                                     | -                                                                       |                                                                         |
| 2-6-2004                                                                | Quito                                                                   | Ecuador                                                                 | 2 – 1                                                                   | Colombia                                                                | Qual. Mondiali 2006                                                     | -                                                                       |                                                                         |
| 6-6-2004                                                                | Barranquilla                                                            | Colombia                                                                | 5 – 0                                                                   | Uruguay                                                                 | Qual. Mondiali 2006                                                     | -                                                                       |                                                                         |
| 5-9-2004                                                                | Santiago del Cile                                                       | Cile                                                                    | 0 – 0                                                                   | Colombia                                                                | Qual. Mondiali 2006                                                     | -                                                                       |                                                                         |
| 9-10-2004                                                               | Barranquilla                                                            | Colombia                                                                | 1 – 1                                                                   | Paraguay                                                                | Qual. Mondiali 2006                                                     | -                                                                       |                                                                         |
| 13-10-2004                                                              | Maceió                                                                  | Brasile                                                                 | 0 – 0                                                                   | Colombia                                                                | Qual. Mondiali 2006                                                     | -                                                                       |                                                                         |
| 17-11-2004                                                              | Barranquilla                                                            | Colombia                                                                | 1 – 0                                                                   | Bolivia                                                                 | Qual. Mondiali 2006                                                     | 1                                                                       |                                                                         |
| 26-3-2005                                                               | Maracaibo                                                               | Venezuela                                                               | 0 – 0                                                                   | Colombia                                                                | Qual. Mondiali 2006                                                     | -                                                                       |                                                                         |
| 30-3-2005                                                               | Buenos Aires                                                            | Argentina                                                               | 1 – 0                                                                   | Colombia                                                                | Qual. Mondiali 2006                                                     | -                                                                       |                                                                         |
| 31-5-2005                                                               | New York                                                                | Colombia                                                                | 2 – 3                                                                   | Inghilterra                                                             | Amichevole                                                              | 1                                                                       |                                                                         |
| 4-6-2005                                                                | Barranquilla                                                            | Colombia                                                                | 5 – 0                                                                   | Perù                                                                    | Qual. Mondiali 2006                                                     | -                                                                       |                                                                         |
| 8-6-2005                                                                | Barranquilla                                                            | Colombia                                                                | 3 – 0                                                                   | Ecuador                                                                 | Qual. Mondiali 2006                                                     | -                                                                       |                                                                         |
| 8-10-2005                                                               | Barranquilla                                                            | Colombia                                                                | 1 – 1                                                                   | Cile                                                                    | Qual. Mondiali 2006                                                     | -                                                                       |                                                                         |
| 11-10-2005                                                              | Asunción                                                                | Paraguay                                                                | 0 – 1                                                                   | Colombia                                                                | Qual. Mondiali 2006                                                     | -                                                                       |                                                                         |
| 3-6-2007                                                                | Matsumoto                                                               | Colombia                                                                | 1 – 0                                                                   | Montenegro                                                              | Amichevole                                                              | -                                                                       |                                                                         |
| 5-6-2007                                                                | Saitama                                                                 | Giappone                                                                | 0 – 0                                                                   | Colombia                                                                | Amichevole                                                              | -                                                                       |                                                                         |
| 23-6-2007                                                               | Barranquilla                                                            | Colombia                                                                | 3 – 1                                                                   | Ecuador                                                                 | Amichevole                                                              | 1                                                                       |                                                                         |
| 28-6-2007                                                               | Maracaibo                                                               | Paraguay                                                                | 5 – 0                                                                   | Colombia                                                                | Coppa America 2007 - 1º turno                                           | -                                                                       |                                                                         |
| 5-7-2007                                                                | Barquisimeto                                                            | Colombia                                                                | 1 – 0                                                                   | Stati Uniti                                                             | Coppa America 2007 - 1º turno                                           | -                                                                       |                                                                         |
| 11-10-2008                                                              | Bogotà                                                                  | Colombia                                                                | 0 – 1                                                                   | Paraguay                                                                | Qual. Mondiali 2010                                                     | -                                                                       |                                                                         |
| 15-10-2008                                                              | Rio de Janeiro                                                          | Brasile                                                                 | 0 – 0                                                                   | Colombia                                                                | Qual. Mondiali 2010                                                     | -                                                                       |                                                                         |
| 19-11-2008                                                              | Cali                                                                    | Colombia                                                                | 1 – 0                                                                   | Nigeria                                                                 | Amichevole                                                              | -                                                                       |                                                                         |
| 11-2-2009                                                               | Pereira                                                                 | Colombia                                                                | 2 – 0                                                                   | Haiti                                                                   | Amichevole                                                              | -                                                                       |                                                                         |
| 28-3-2009                                                               | Bogotà                                                                  | Colombia                                                                | 2 – 0                                                                   | Bolivia                                                                 | Qual. Mondiali 2010                                                     | -                                                                       |                                                                         |
| 31-3-2009                                                               | Puerto Ordaz                                                            | Venezuela                                                               | 2 – 0                                                                   | Colombia                                                                | Qual. Mondiali 2010                                                     | -                                                                       |                                                                         |
| 6-6-2009                                                                | Buenos Aires                                                            | Argentina                                                               | 1 – 0                                                                   | Colombia                                                                | Qual. Mondiali 2010                                                     | -                                                                       |                                                                         |
| 10-6-2009                                                               | Medellín                                                                | Colombia                                                                | 1 – 0                                                                   | Perù                                                                    | Qual. Mondiali 2010                                                     | -                                                                       |                                                                         |
| 12-8-2009                                                               | New York                                                                | Colombia                                                                | 1 – 2                                                                   | Venezuela                                                               | Amichevole                                                              | -                                                                       |                                                                         |
| 5-9-2009                                                                | Medellín                                                                | Colombia                                                                | 2 – 0                                                                   | Ecuador                                                                 | Qual. Mondiali 2010                                                     | -                                                                       |                                                                         |
| 9-9-2009                                                                | Montevideo                                                              | Uruguay                                                                 | 3 – 1                                                                   | Colombia                                                                | Qual. Mondiali 2010                                                     | -                                                                       |                                                                         |
| 10-10-2009                                                              | Medellín                                                                | Colombia                                                                | 2 – 4                                                                   | Cile                                                                    | Qual. Mondiali 2010                                                     | -                                                                       |                                                                         |
| 27-5-2010                                                               | Johannesburg                                                            | Sudafrica                                                               | 2 – 1                                                                   | Colombia                                                                | Amichevole                                                              | -                                                                       |                                                                         |
| 30-5-2010                                                               | Milton Keynes                                                           | Nigeria                                                                 | 1 – 1                                                                   | Colombia                                                                | Amichevole                                                              | -                                                                       |                                                                         |
| 3-9-2010                                                                | Puerto La Cruz                                                          | Venezuela                                                               | 0 – 2                                                                   | Colombia                                                                | Amichevole                                                              | -                                                                       |                                                                         |
| 7-9-2010                                                                | Monterrey                                                               | Messico                                                                 | 1 – 0                                                                   | Colombia                                                                | Amichevole                                                              | -                                                                       |                                                                         |
| 8-10-2010                                                               | New York                                                                | Ecuador                                                                 | 0 – 1                                                                   | Colombia                                                                | Amichevole                                                              | -                                                                       |                                                                         |
| 12-10-2010                                                              | Chester                                                                 | Stati Uniti                                                             | 0 – 0                                                                   | Colombia                                                                | Amichevole                                                              | -                                                                       |                                                                         |
| 9-2-2011                                                                | Madrid                                                                  | Spagna                                                                  | 1 – 0                                                                   | Colombia                                                                | Amichevole                                                              | -                                                                       |                                                                         |
| 26-3-2011                                                               | Madrid                                                                  | Colombia                                                                | 2 – 0                                                                   | Ecuador                                                                 | Amichevole                                                              | -                                                                       |                                                                         |
| 29-3-2011                                                               | L'Aia                                                                   | Colombia                                                                | 0 – 2                                                                   | Cile                                                                    | Amichevole                                                              | -                                                                       |                                                                         |
| 2-7-2011                                                                | Jujuy                                                                   | Colombia                                                                | 1 – 0                                                                   | Costa Rica                                                              | Coppa America 2011 - 1º turno                                           | -                                                                       |                                                                         |
| 6-7-2011                                                                | Santa Fe                                                                | Argentina                                                               | 0 – 0                                                                   | Colombia                                                                | Coppa America 2011 - 1º turno                                           | -                                                                       |                                                                         |
| 10-7-2011                                                               | Santa Fe                                                                | Colombia                                                                | 2 – 0                                                                   | Bolivia                                                                 | Coppa America 2011 - 1º turno                                           | -                                                                       |                                                                         |
| 16-7-2011                                                               | Córdoba                                                                 | Colombia                                                                | 0 – 2 dts                                                               | Perù                                                                    | Coppa America 2011 - Quarti di finale                                   | -                                                                       |                                                                         |
| 11-11-2011                                                              | Barranquilla                                                            | Colombia                                                                | 1 – 1                                                                   | Venezuela                                                               | Qual. Mondiali 2014                                                     | -                                                                       |                                                                         |
| 15-11-2011                                                              | Barranquilla                                                            | Colombia                                                                | 1 – 2                                                                   | Argentina                                                               | Qual. Mondiali 2014                                                     | -                                                                       |                                                                         |
| 3-6-2012                                                                | Lima                                                                    | Perù                                                                    | 0 – 1                                                                   | Colombia                                                                | Qual. Mondiali 2014                                                     | -                                                                       |                                                                         |
| 10-6-2012                                                               | Quito                                                                   | Ecuador                                                                 | 1 – 0                                                                   | Colombia                                                                | Qual. Mondiali 2014                                                     | -                                                                       |                                                                         |
| 11-9-2012                                                               | Santiago del Cile                                                       | Cile                                                                    | 1 – 3                                                                   | Colombia                                                                | Qual. Mondiali 2014                                                     | -                                                                       |                                                                         |
| 12-10-2012                                                              | Barranquilla                                                            | Colombia                                                                | 2 – 0                                                                   | Paraguay                                                                | Qual. Mondiali 2014                                                     | -                                                                       |                                                                         |
| 14-11-2012                                                              | East Rutherford                                                         | Brasile                                                                 | 1 – 1                                                                   | Colombia                                                                | Amichevole                                                              | -                                                                       |                                                                         |
| 22-3-2013                                                               | Barranquilla                                                            | Colombia                                                                | 5 – 0                                                                   | Bolivia                                                                 | Qual. Mondiali 2014                                                     | -                                                                       |                                                                         |
| 7-6-2013                                                                | Buenos Aires                                                            | Argentina                                                               | 0 – 0                                                                   | Colombia                                                                | Qual. Mondiali 2014                                                     | -                                                                       |                                                                         |
| 11-6-2013                                                               | Barranquilla                                                            | Colombia                                                                | 2 – 0                                                                   | Perù                                                                    | Qual. Mondiali 2014                                                     | -                                                                       |                                                                         |
| 14-8-2013                                                               | Barcellona                                                              | Colombia                                                                | 1 – 0                                                                   | Serbia                                                                  | Amichevole                                                              | -                                                                       |                                                                         |
| 10-9-2013                                                               | Montevideo                                                              | Uruguay                                                                 | 2 – 0                                                                   | Colombia                                                                | Qual. Mondiali 2014                                                     | -                                                                       |                                                                         |
| 11-10-2013                                                              | Barranquilla                                                            | Colombia                                                                | 3 – 3                                                                   | Cile                                                                    | Qual. Mondiali 2014                                                     | -                                                                       |                                                                         |
| 15-10-2013                                                              | Asunción                                                                | Paraguay                                                                | 1 – 2                                                                   | Colombia                                                                | Qual. Mondiali 2014                                                     | 2                                                                       |                                                                         |
| 5-3-2014                                                                | Cornellà de Llobregat                                                   | Colombia                                                                | 1 – 1                                                                   | Tunisia                                                                 | Amichevole                                                              | -                                                                       |                                                                         |
| 31-5-2014                                                               | Buenos Aires                                                            | Colombia                                                                | 2 – 2                                                                   | Senegal                                                                 | Amichevole                                                              | -                                                                       |                                                                         |
| 6-6-2014                                                                | Buenos Aires                                                            | Colombia                                                                | 3 – 0                                                                   | Giordania                                                               | Amichevole                                                              | -                                                                       |                                                                         |
| 14-6-2014                                                               | Belo Horizonte                                                          | Colombia                                                                | 3 – 0                                                                   | Grecia                                                                  | Mondiali 2014 - 1º turno                                                | -                                                                       |                                                                         |
| 19-6-2014                                                               | Brasilia                                                                | Colombia                                                                | 2 – 1                                                                   | Costa d'Avorio                                                          | Mondiali 2014 - 1º turno                                                | -                                                                       | [ 54 ]                                                                  |
| 28-6-2014                                                               | Rio de Janeiro                                                          | Colombia                                                                | 2 – 0                                                                   | Uruguay                                                                 | Mondiali 2014 - Ottavi di finale                                        | -                                                                       |                                                                         |
| 4-7-2014                                                                | Fortaleza                                                               | Brasile                                                                 | 2 – 1                                                                   | Colombia                                                                | Mondiali 2014 - Quarti di Finale                                        | -                                                                       |                                                                         |
| Totale                                                                  |                                                                         | Presenze (6º posto)                                                     | 102                                                                     |                                                                         | Reti                                                                    | 6                                                                       |                                                                         |

## Palmarès

### Giocatore

#### Club

##### Competizioni nazionali
- Campionato colombiano: 1

Deportivo Cali: 1998
- Campionato argentino: 2

River Plate: Apertura 1999, Clausura 2000
- Coppa di Francia: 1

Paris Saint-Germain: 2005-2006
- Coppa di Lega francese: 1

Paris Saint-Germain: 2007-2008
- Campionato italiano: 1

Milan: 2010-2011
- Supercoppa italiana: 1

Milan: 2011

#### Nazionale
- Coppa America: 1

Colombia 2001

#### Individuale
- Equipo Ideal de América: 1

2001